# Sluis Frensdorfer Haar

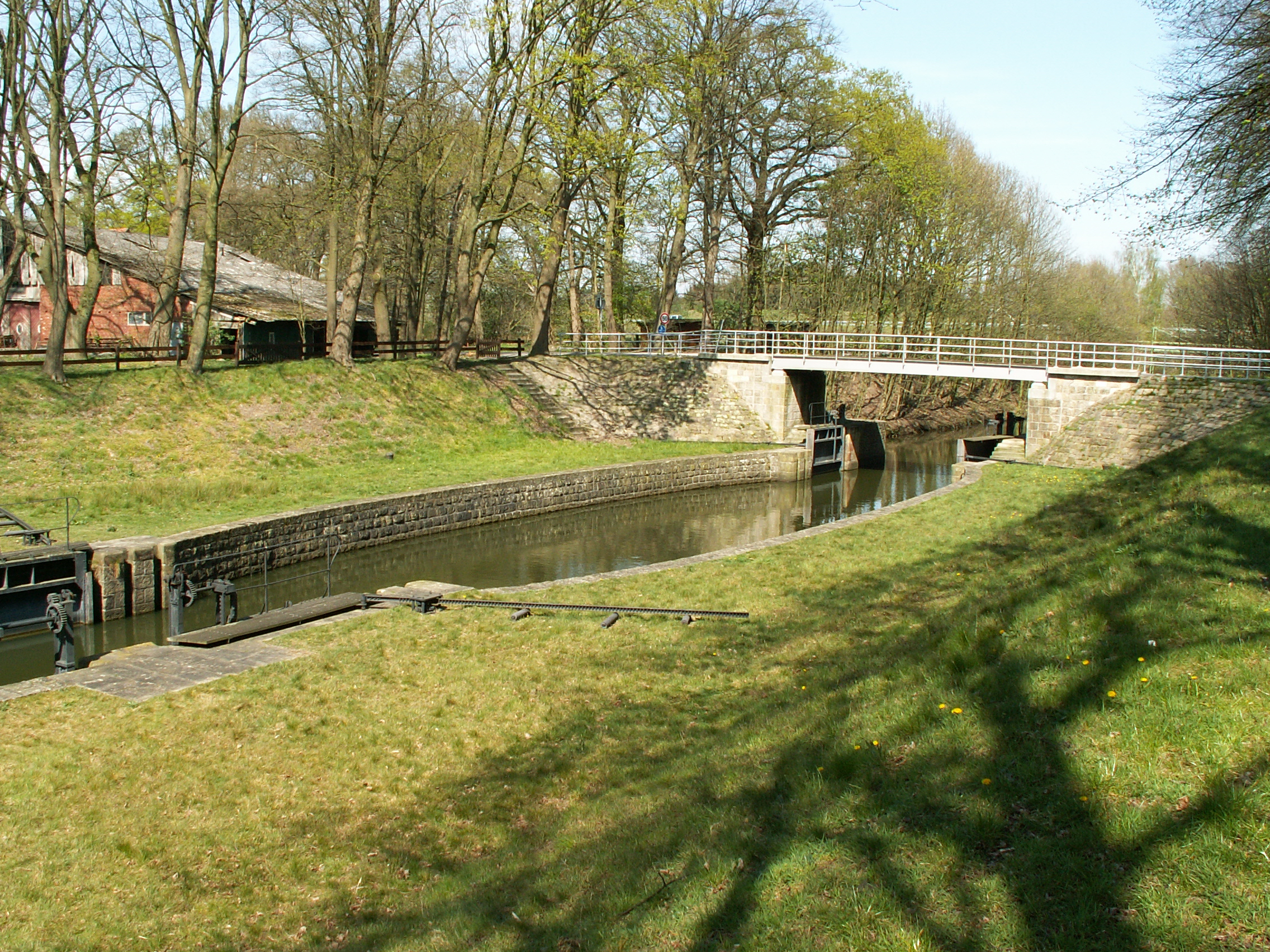
Sluis Frensdorfer Haar

De Sluis Frensdorfer Haar (Duits:Schleuse Frensdorfer Haar) is een sluis in het kanaal Almelo-Nordhorn en ligt vlak bij de Nederlands-Duitse grens, vanwaar de sluis ook wel Grenzschleuse genoemd wordt. Het is de enige sluis in het Almelo-Nordhornkanaal die aan de Duitse zijde van de grens ligt. De 62 meter lange sluis, die een doorvaartbreedte van zesenhalve meter kent, werd in 1905 in gebruik genomen.
Omdat de waterstand van het kanaal aan de kant van Nordhorn overeenkomt met (en dus ook varieert met) de waterstand van de rivier de Vecht, is de sluis aan beide zijden van een dubbel paar sluisdeuren voorzien. Zo kan de waterstand aan de oostelijke zijde hoger of lager worden gehouden. Bovendien wordt een grote waterstroom in het kanaal zo voorkomen. Sinds het beëindigen van de actieve scheepvaart op het kanaal Almelo-Nordhorn in 1960 heeft de sluis geen functie meer en heeft het kanaal aan beide zijden van de sluis hetzelfde waterpeil.